# Chucmichén
Chucmichén es una localidad, comisaría del municipio de Temax en el estado de Yucatán localizado en el sureste de México. La población se desarrolló en torno a una hacienda henequenera propiedad de la familia de la Cámara.
Desde sus orígenes como una hacienda ganadera construida para Nicolás de la Cámara y Castillo, pasó a convertirse en una próspera plantación de henequén bajo el liderazgo de Raymundo Cámara Luján, un prominente industrial y terrateniente. Durante el auge de la industria henequenera en Yucatán, que duró aproximadamente entre 1870 y 1920, el henequén comprendía casi el veinte por ciento de las exportaciones totales de México, produciendo el 90% de los sacos y cuerdas consumidos internacionalmente. Para 1900, los Estados Unidos importaba alrededor de 81 millones de kilogramos de henequén yucateco al año. Durante este período, toda la finca Chumichén abarcaba 4,289 hectáreas dedicadas exclusivamente al henequén. Sin embargo, la Revolución Mexicana y las subsiguientes reformas agrarias llevaron al declive de las haciendas, incluida la Hacienda Chumichén, que eventualmente se convirtieron en ejidos, unidades comunales con propiedad de tierras colectiva.
A principios del siglo XXI, la hacienda fue restaurada y convertida en un lujoso complejo residencial.

## Historia de la Hacienda
La Hacienda de Chucmichén origina de principios del siglo XIX y fue una hacienda henequenera propiedad de Nicolás de la Cámara y Castillo (1823 - 1866) y sus sucesores.
La familia de la Cámara son descendientes de Juan de la Cámara, un conquistador que, de la mano de Francisco de Montejo, participó en la conquista de Yucatán en el siglo XVI. Juan de la Cámara recibió, entre otras, las encomiendas de Euán y Sinanché, "como conquistador que fue de estas provincias."
Así, desde principios del periodo virreinal, la familia Cámara ya tenía tierras en Sinanché que, al igual que Temax, era en ese entonces parte del distrito de Izamal,área que, a partir de mediados del siglo XIX, se convertiría en la zona henequenera de Yucatán.
Las haciendas en Yucatán fueron organizaciones agrarias que surgieron a finales del siglo XVII y en el curso del siglo XVIII a diferencia de lo que ocurrió en el resto de México y en casi toda la América hispana, en que estas fincas se establecieron casi inmediatamente después de la conquista y durante el siglo XVII. En Yucatán, por razones geográficas, ecológicas y económicas, particularmente la calidad del suelo y la falta de agua para regar, tuvieron una aparición tardía. 
Ya en el siglo XIX, durante y después la llamada Guerra de Castas, se establecieron las haciendas henequeneras en una escala más amplia en todo Yucatán, particularmente en la región centro norte, cuyas tierras tienen vocación para el cultivo del henequén.

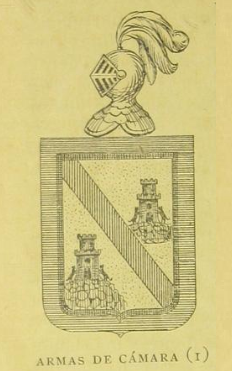
Escudo de la Familia de la Cámara

Durante este periodo, Nicolás de la Cámara y Castillo fue propietario de varias haciendas en la región de Temax entre las que se incluyen las Haciendas de Santa Ana, Xkalak, San Antonio Cámara y Chumichén. Al morir don Nicolás en 1866, la Hacienda de Santa Ana pasó a manos de su hijo menor, Nicolás Cámara Luján (1851 - 1918). Las demás haciendas pasaron a ser propiedad de Raymundo Cámara Luján (1850 - 1919), su hijo primogénito.
Raymundo Cámara, fue un rico hacendado del porfirato y suegro de José María Pino Suárez, quien sería vicepresidente de México entre 1911 y su asesinato en 1913.Entre sus sucesores se encuentran los hermanos María, Nicolás y Alfredo Cámara Vales.

En 1920, cuando la Hacienda aún se encontraba en manos de los hermanos Cámara Vales, se encontraron en sus terrenos tres estatuas de la civilización maya:
"muy presente[s] en la tradición oral de Temax y Chucmichén, ya que el lugar es conocido por tres esculturas que fueron enviadas por tren a Mérida en la década de 1920 […] Estas esculturas estuvieron en exhibición en el jardín arqueológico del terreno que ocupaba el cementerio colonial de la capilla de la Ermita de Santa Isabel en la ciudad de Mérida. Fueron catalogadas como procedentes de Chucmichén y actualmente se resguardan en las bodegas del Museo Regional de Arqueología Palacio Cantón. En el pueblo de Temax nuestros informantes recuerdan esta escultura como “El Rey” y se trata de una representación antropomorfa de bulto tallada en un estilo burdo; el individuo esta de frente y de pie y lleva sandalias amarrada a las piernas y taparrabo. Luce un cráneo a manera de pectoral y los brazos, sin manos ni antebrazos desde los codos, se proyectan en alto relieve hacia el frente. La cabeza es pequeña y redonda con la cara muy esquematizada y sobre ella descansa un tocado horizontal de tres piezas en bajo relieve, similar a un sombrero."

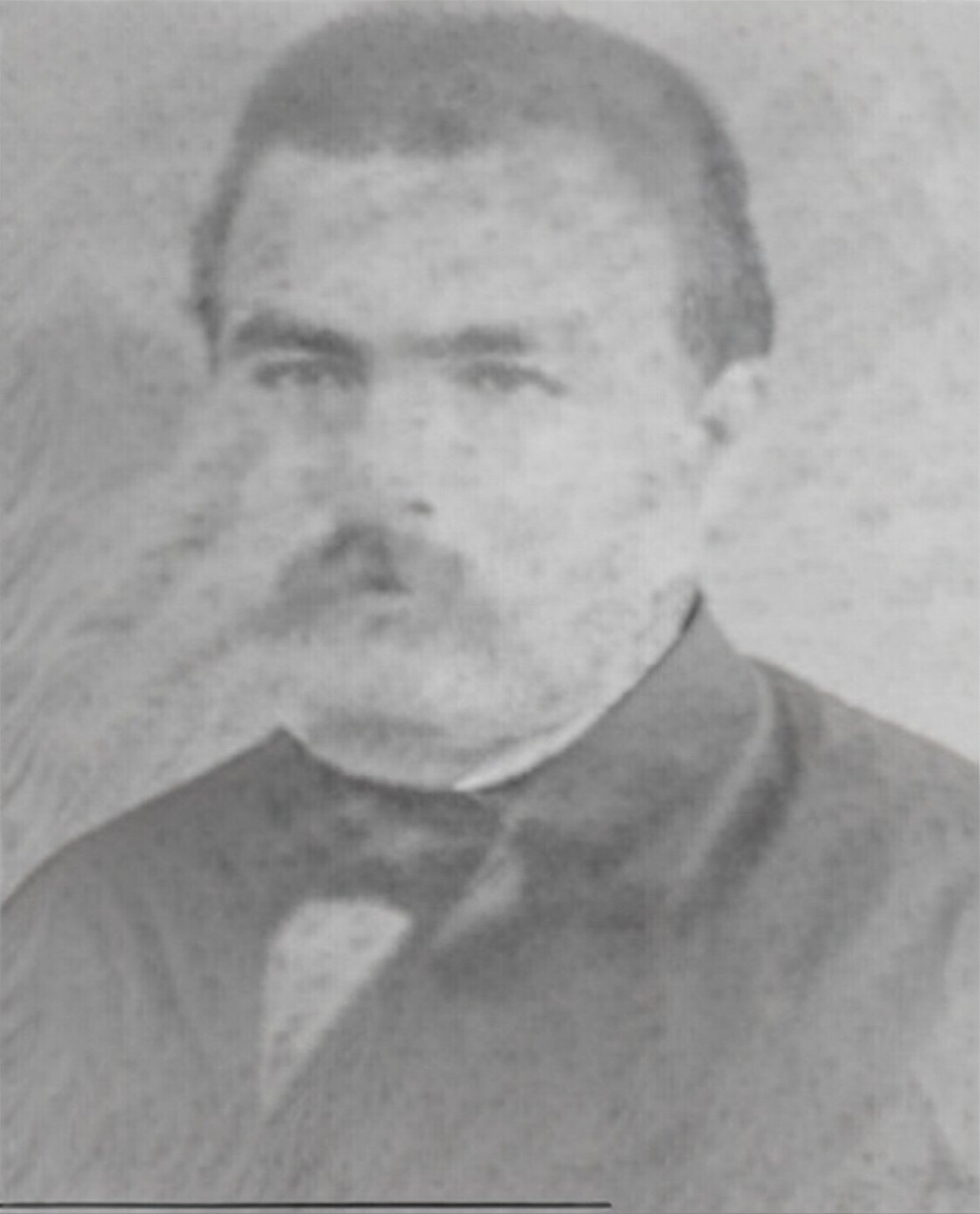
Raymundo Cámara Luján (1850 - 1919)

Al igual que la mayoría de las otras haciendas, dejaron de serlo para convertirse en un ejido, es decir, en una unidad colectiva autónoma, con derecho comunitario de propiedad de la tierra, a partir del año 1937, después de los decretos que establecieron la reforma agraria en Yucatán, promulgados por el presidente Lázaro Cárdenas del Río. De un predio de 4289 hectáreas, le fueron expropiadas 2389 hectáreas a los hermanos Cámara Vales, dejándoles únicamente unas 2000 hectáreas alrededor del viejo casco de hacienda.

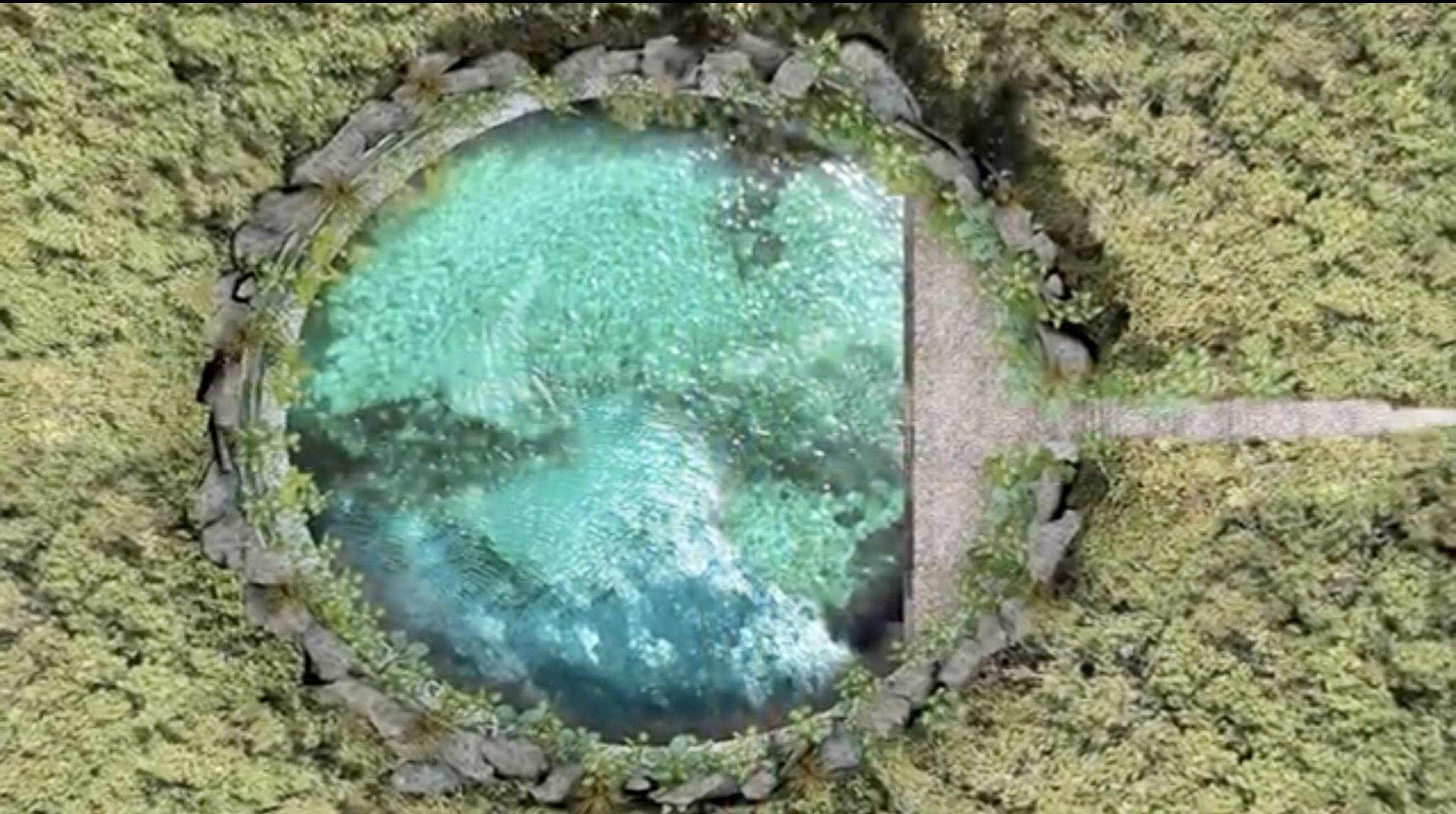
Cenote de la Hacienda Chucmichén

Hoy día, el caso de hacienda y el predio aledaño ha sido desarrollado en un lujoso complejo residencial que incluye una casa de playa, albercas, casa club, capilla, un área comercial y de servicios y un área verde de 125,000 metros cuadrados con lago para kayak, un cenote, una ciclovía y un sendero de caminata y jogging.

## Toponimia
El nombre (Chucmichén) proviene del idioma maya.

## Demografía
Según el censo de 2005 realizado por el INEGI, la población de la localidad era de 54 habitantes, de los cuales 28 eran hombres y 26 eran mujeres.
| 203                         | 280 | 191 | 179 | 112 | 122 | 92 | 104 | 115 | 60 | 52 | 50 | 54 |
| (Fuente: INEGI [Consultar]) |     |     |     |     |     |    |     |     |    |    |    |    |

## Galería

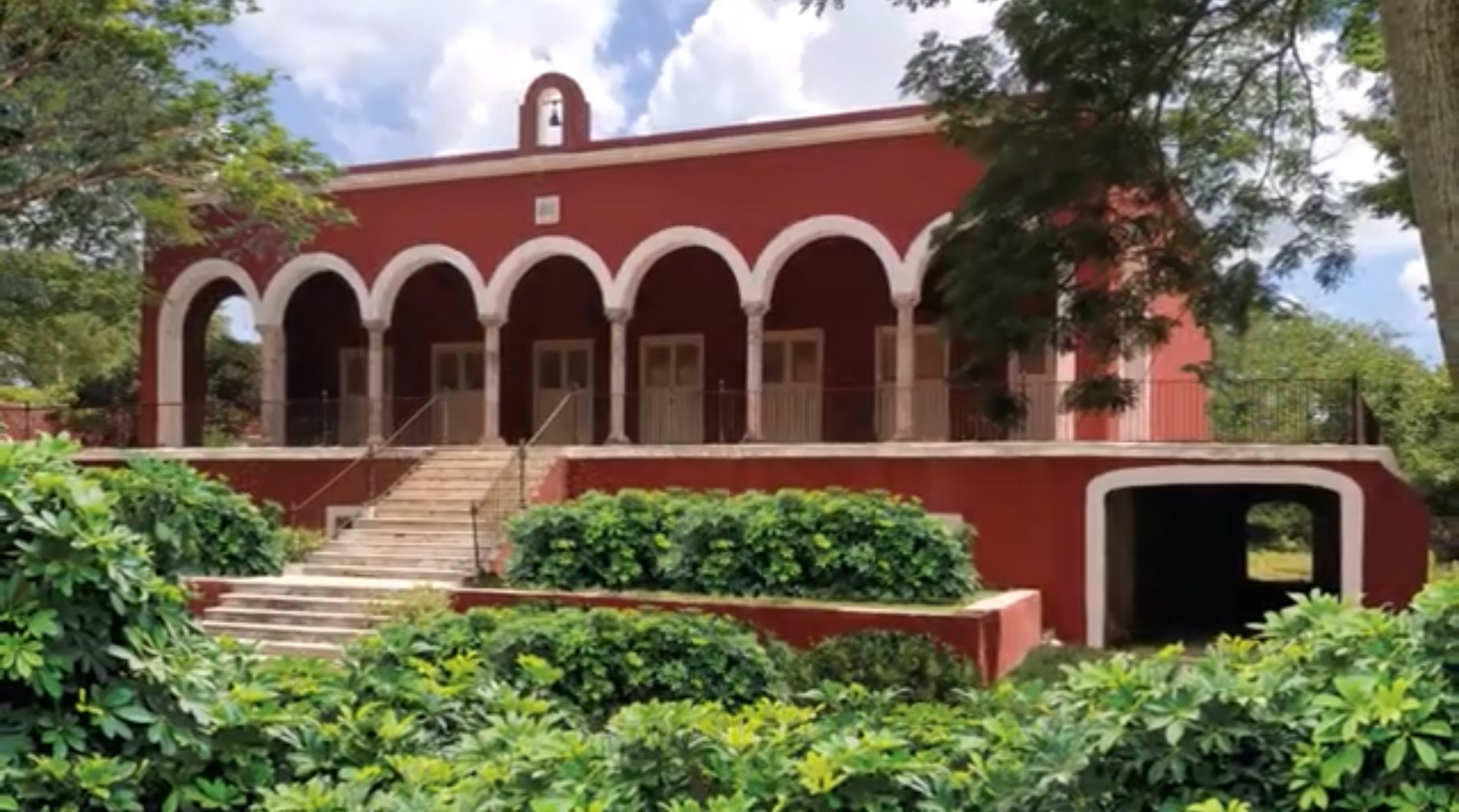
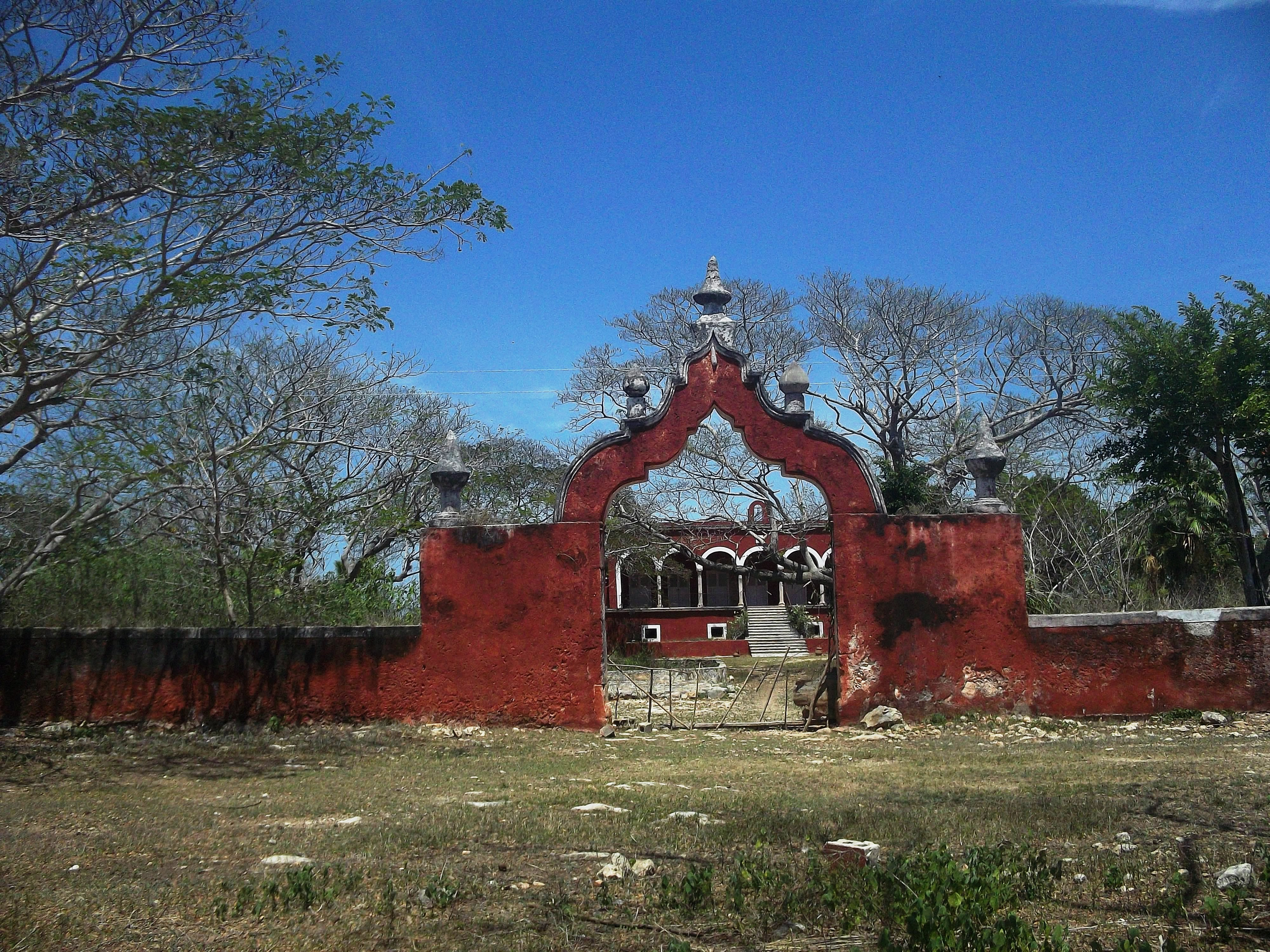
Vista de Chucmichén.
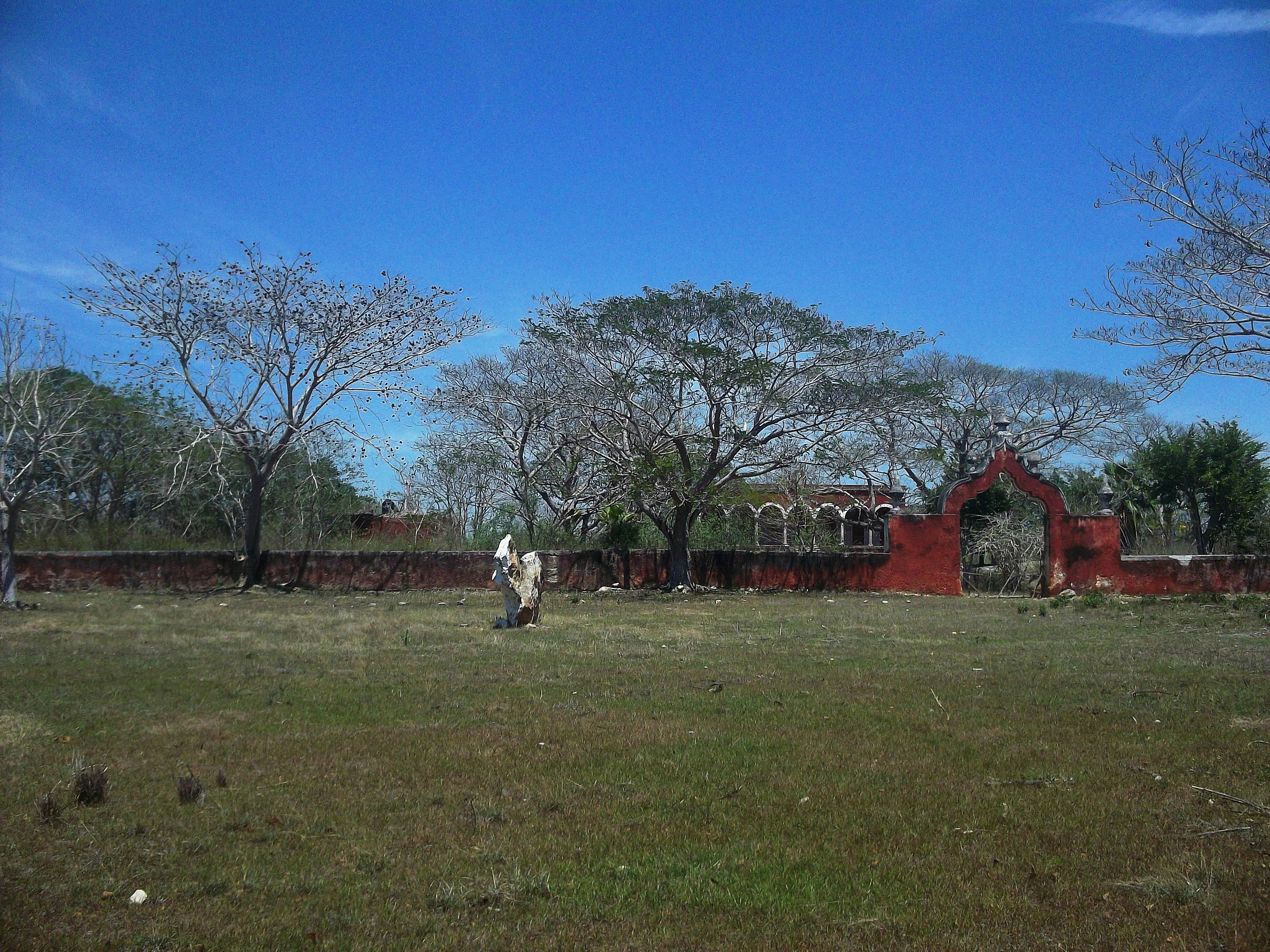
Vista de Chucmichén.
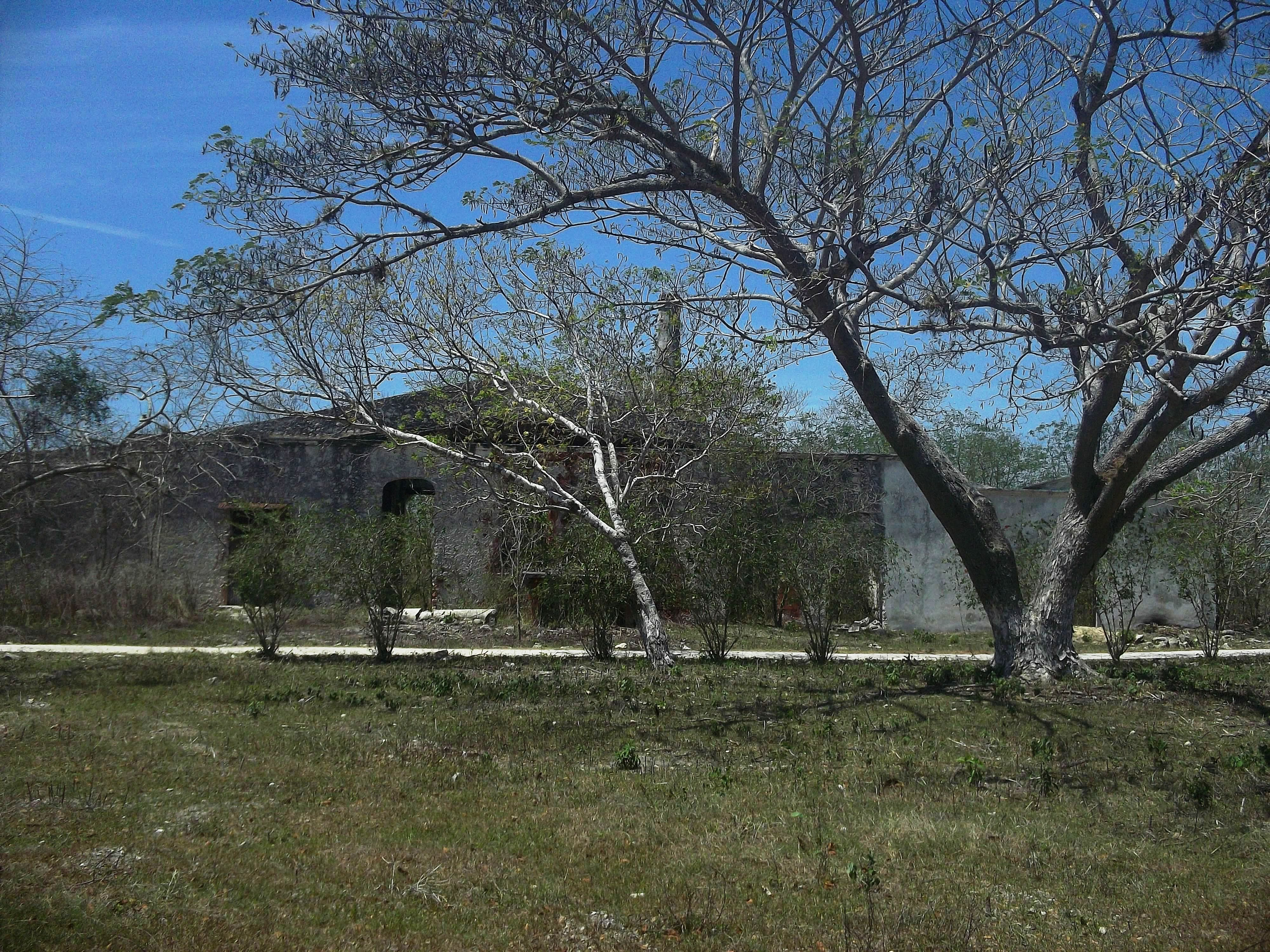
Vista de Chucmichén.
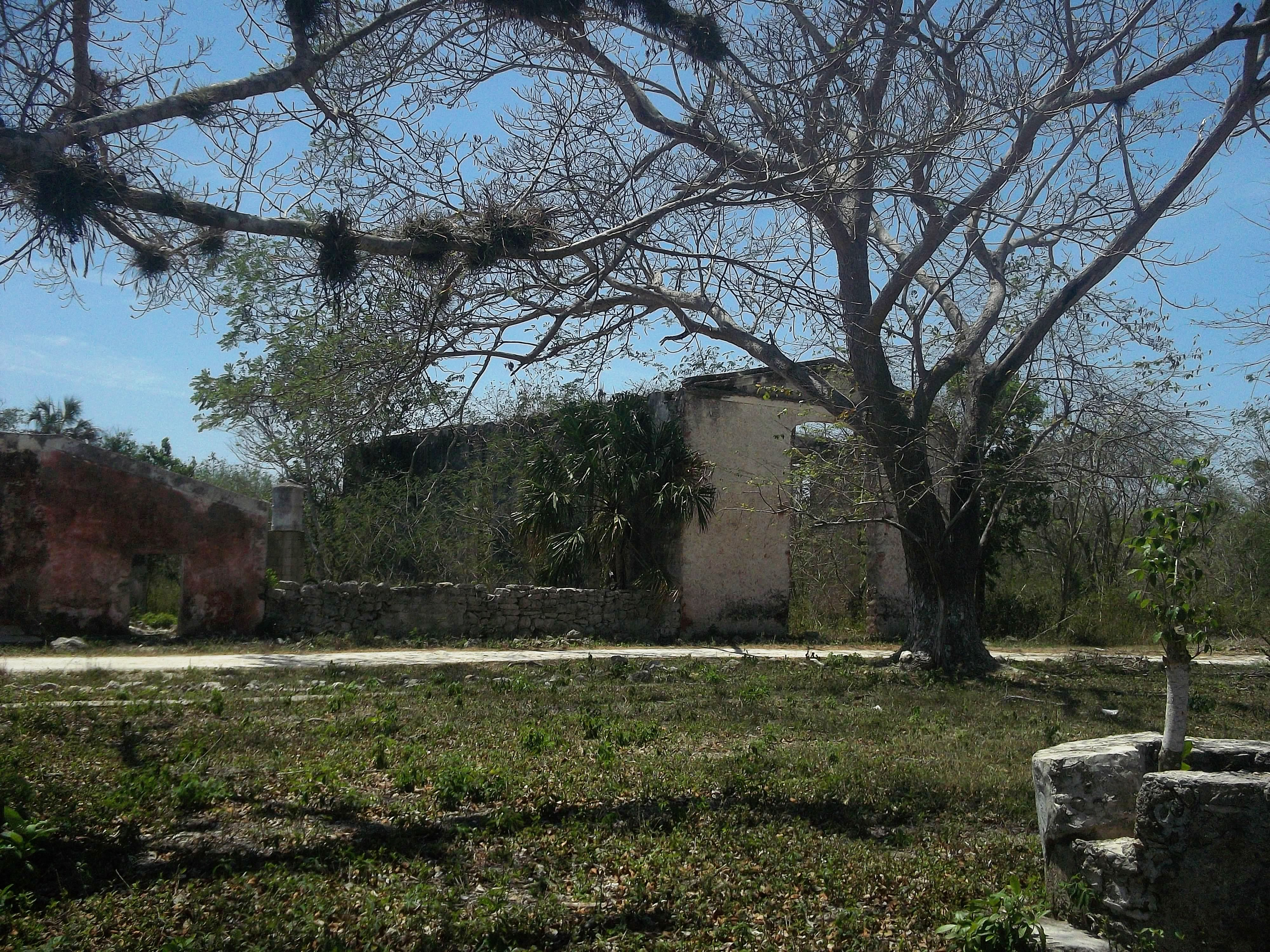
Vista de Chucmichén.
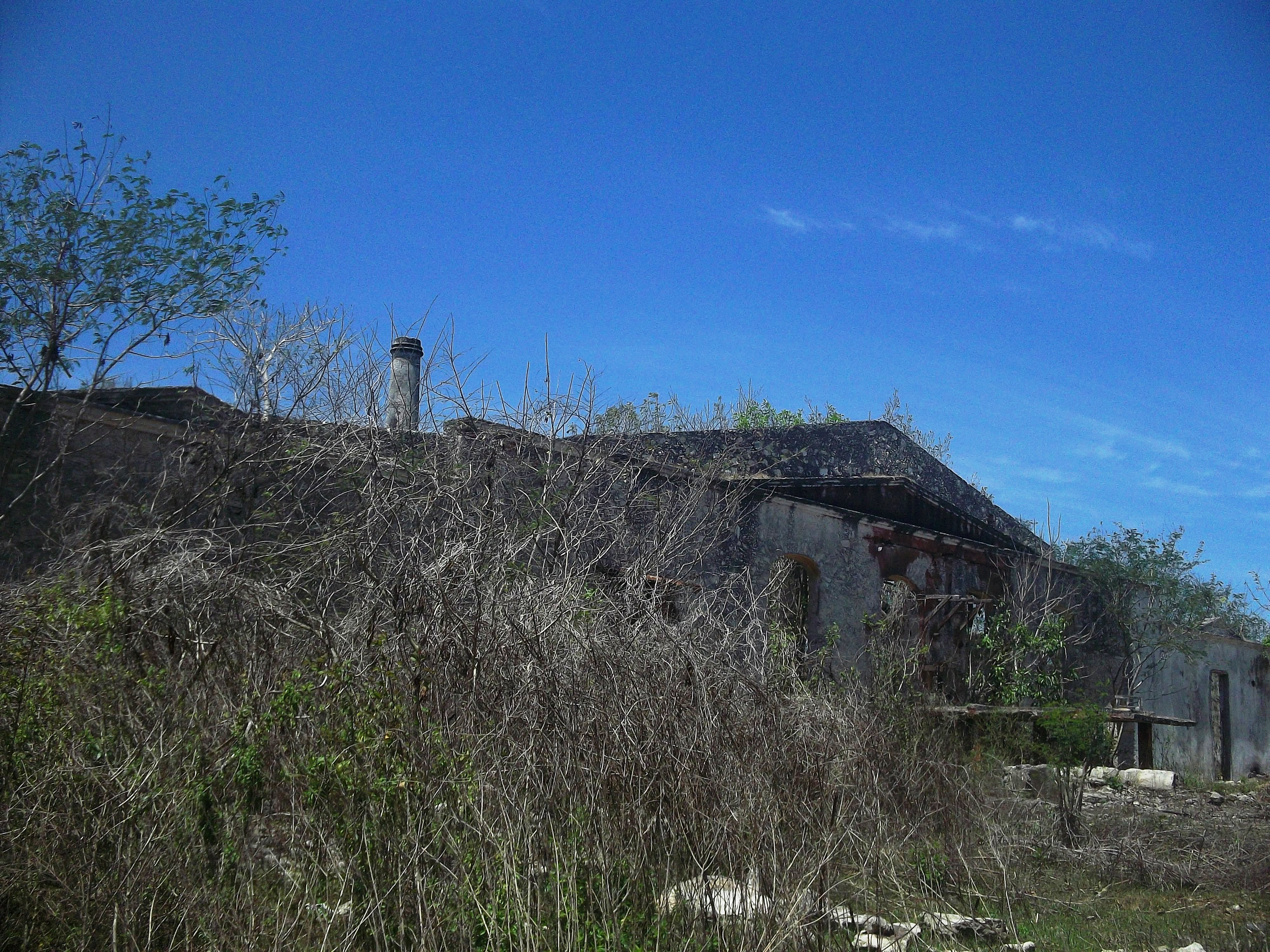
Vista de Chucmichén.
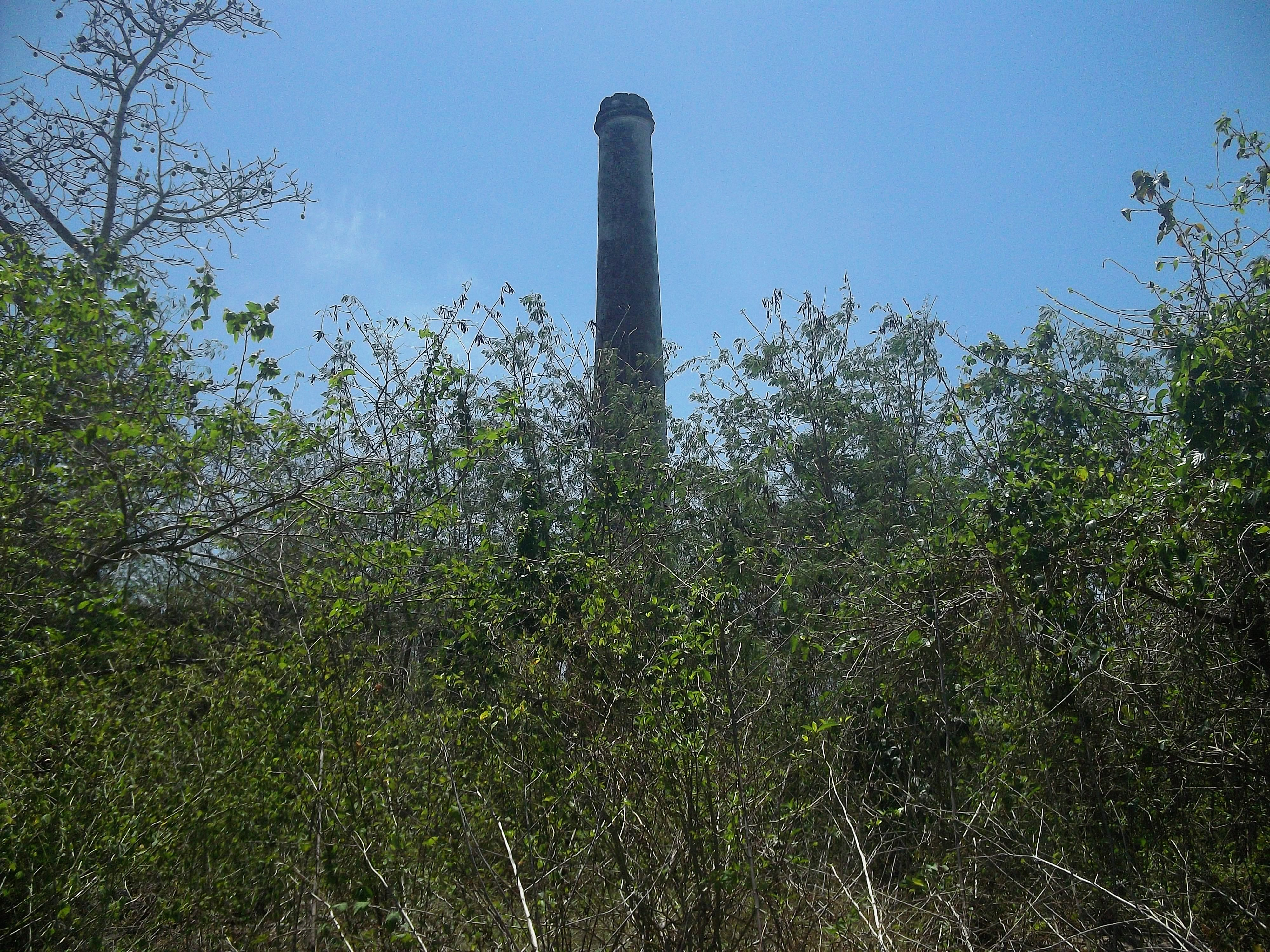
Vista de Chucmichén.